# Žanaozen
Žanaozen (kazašsky Jañaözen, Жаңаөзен) je město v Kazachstánu. Patří k Mangystauské oblasti a žije v něm přibližně 113 tisíc obyvatel. Město leží na poloostrově Mangyšlak 150 km jihovýchodně od oblastního města Aktau. Vede odsud železniční trať do íránského města Gorgán.
Po objevu velkých ložisek ropy a zemního plynu zde byla v roce 1964 založena osada pro těžaře, která získala roku 1968 městská práva a název Novyj Uzeň (Новый Узень). V roce 1993 bylo město přejmenováno na Žanaozen, což v kazaštině znamená „nová řeka“. Sídlí zde ropná společnost Ozenmunajgaz, která má okolo osmnácti tisíc zaměstnanců. Těžba ropy vede k rychle se zvyšující populaci města, kam přicházejí i migranti z Uzbekistánu a Turkmenistánu, ale také k devastaci místního životního prostředí.
V létě roku 1989 zde došlo k řadě násilností se sociálním a etnickým pozadím. V prosinci 2011 proběhla velká stávka naftařů, jejíž potlačení si vyžádalo podle vládních zdrojů sedmnáct a podle opozice více než šedesát mrtvých; požadavek na nezávislé vyšetřování kazachstánské úřady odmítly. V Žanaozenu také začala celostátní vlna protestů, když 2. ledna 2022 zdejší obyvatelé vyšli demonstrovat proti zdražování pohonných hmot.